# Just Juel
Just Juel, född 1664, död 28 juli 1715, var en dansk sjömilitär och diplomat.
Juel ägnade sig först åt studier, var flera år i holländsk sjötjänst och blev 1686 löjtnant i danska flottan, där han gjorde sig känd som en av de mest lovande yngre officerarna och avancerade till kommendör. Åren 1709-11 var han extraordinarie envoyé hos tsar Peter, blev 5 mars 1712 viceamiral och stupade i sjöslaget vid Rügen 1715. Juels på kungens befallning under vistelsen i Ryssland förda, värdefulla journal, utgavs 1893 av G.L. Grove under titeln En Rejse til Rusand under Tsar Peter.